# Georges Pontier
Georges Paul Pontier (* 1. května 1943, Lavaur, departement Tarn, Francie) je francouzský římskokatolický duchovní, arcibiskup marseillský a bývalý předseda Francouzské biskupské konference (2013-2019).

## Život
Narodil se roku 1943 v Lavauru. V roce 2019 odešel na odpočinek a stal se emeritním arcibiskupem. Do roku 2019 byl prezidentem francouzské biskupské konference. V tomto úřadu ho vystřídal Mons. de Moulins-Beaufort.
Dne 2. prosince 2021 jej po rezignaci pařížského arcibiskupa Michela Aupetita jmenoval papež František apoštolským administrátorem pařížské arcidiecéze sede vacante et ad nutum Sanctæ Sedis. 